# Carlos Manes Bandeira

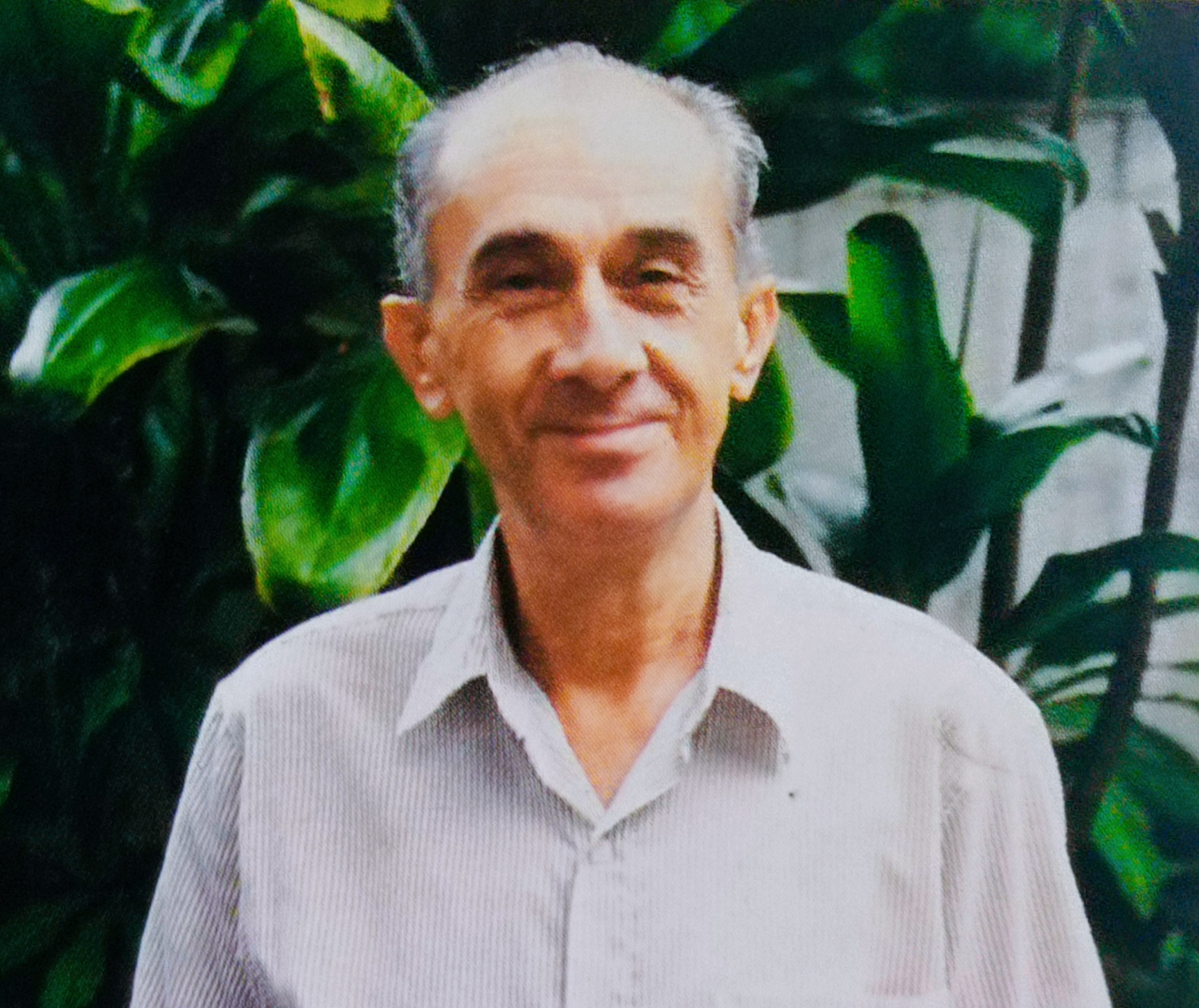
Carlos Manes Bandeira

Carlos Manes Bandeira (Rio de Janeiro), arqueólogo, espeleólogo, ambientalista, jornalista, editor e escritor, autor de vários livros na área de história e arqueologia, tendo ênfase em arqueologia histórica. Pesquisador e grande conhecedor do Parque Nacional da Tijuca, desde o início de suas pesquisas na década de 1950 até o início da década de 1990, o professor Bandeira pesquisou cerca de 150 sítios históricos no Parque Nacional da Tijuca, onde encontrou vestígios de antigas fazendas do 1° Ciclo do Café no Brasil, café, senzalas, moinhos, represas e caminhos históricos. Além das ruínas dessas fazendas, ele também resgatou cerca de 5000 peças históricas bem representativas da época. Essas peças eram retiradas do solo com extremo cuidado, e antes de serem armazenadas, eram classificadas e recebiam etiquetas de identificação.  
Entre 1961 e 1966, as ruínas da “fábrica”, situada na “chácara do anil”, no Vale do Elefante, foram pesquisadas pelo Instituto de Arqueologia Brasileira, que a partir de 1973, ficou responsável pela coordenação dos trabalhos realizados pela Fundação Nacional do Meio Ambiente. Estes trabalhos foram feitos pelo professor Bandeira,  que há muito tempo já era profundo conhecedor da região, tendo publicado desde 1959 trabalhos sobre as ruínas do Vale do Elefante. Entre 1970 e 1982, o professor Bandeira coletou milhares de peças históricas do local.
O primeiro contato de Carlos Manes Bandeira, o professor Bandeira, com a Floresta da Tijuca aconteceu em 12 de agosto de 1947 e nessa época foram feitas as primeiras anotações sobre a Floresta, que ainda não era um Parque Nacional. Desde então, ele começou a pesquisar intensamente em livros, bibliotecas e arquivos, tudo que se relacionasse com ela. Como arqueólogo autodidata, realizou escavações naquela região, e revelou para a posteridade, importantes vestígios de seu passado, sua ocupação e seu reflorestamento.
Suas primeiras pesquisas arqueológicas e espeleológicas, tiveram início em 1955, com a localização das ruínas das antigas fazendas do 1° ciclo do café no Brasil (século XIX), e a exploração de cavernas, grutas e abrigos da região. Pacientemente fazia anotações de tudo que via, e procurava conhecer mais detalhes dos pioneiros rurais e os nomes corretos das cavidades subterrâneas encontradas. Em 12 de Fevereiro de 1957, fundou junto com amigos o Clube Excursionista Light.
No dia 26 de abril de 1961, foi fundado na Cidade do Rio de Janeiro, o IAB (Instituto de Arqueologia Brasileira). Estavam entre seus sócios fundadores Claro Calazans Rodrigues (presidente), Carlos Manes Bandeira (diretor técnico), Braz Pepe (vice-presidente) e Ondemar Dias (diretor de pesquisas). Sua primeira excursão arqueológica aconteceu na Paraíba, no município de Ingá do Bacamarte, em sítios com inscrições rupestres. Em 1965, no Rio de Janeiro, seguindo o Programa Nacional de Pesquisas Arqueológicas (PRONAPA), foram realizadas prospecções e escavações em sítios arqueológicos no Apicum de Guaratiba, no Recreio dos Bandeirantes, na Ilha do Governador e na Restinga de Sernambetiba. Nesse mesmo ano, a mesma equipe realizou pesquisas nas ruínas históricas de Vila Rica, no Vale do Elefante, onde funcionou no século XVIII, a fábrica de anil de Manoel da Costa Cardoso. Através do Departamento Científico da Fundação Brasileira para a Conservação da Natureza, em 1967, criou a Comissão Técnica de Preservação de Monumentos Naturais e Históricos do Parque Nacional da Tijuca, órgão destinado à realização de pesquisas históricas e geográficas, além da elaboração dos primeiros projetos de pesquisas e estudos sobre o Parque. Assim, foram oficializadas as pesquisas no Conselho Federal de Cultura, na Divisão do Patrimônio Histórico e Artístico do Estado da Guanabara e no SPHAN. Durante 25 anos, foram realizados os projetos de pesquisas, e das escavações arqueológicas nos sítios históricos do Parque, que trouxeram como resultado, um conhecimento ainda maior sobre os diversos aspectos históricos.
Concluídas as escavações, continuaram os estudos das quase 50 mil peças encontradas, e todo seu conhecimento foi acumulado no livro Parque Nacional da Tijuca, publicado em 1993, ano de seu falecimento.
Sua formação de montanhista e de escoteiro, o levou em 1950, a atuar no Diário de Notícias, inicialmente como redator-colaborador e em seguida como jornalista. Neste jornal, de 1955 a 1962, publicou uma coluna onde defendia a conservação da natureza, depois, foi colaborador do Correio da Manhã, e assinou uma página no O Jornal.Tornou-se em seguida, redator-especial da Agência Meridional, onde fazia a divulgação de notícias culturais e conservacionistas em toda a cadeia nacional de jornais dos Diários Associados. Também dirigiu durante quase um ano, o programa radiofônico “Mais perto do céu”, na Rádio Roquete Pinto. Foi nomeado em 1955, diretor da Subcomissão de Divulgação de Imprensa e Rádio e da Campanha Nacional de Educação Florestal do Ministério da Agricultura, onde permaneceu por nove anos.
Na década de 1960, publicou artigos em que chamava a atenção dos brasileiros para a destruição dos recursos naturais e das florestas. Foi fundador do Instituto de Arqueologia Brasileira, do Clube Excursionista Light e da primeira Sociedade Brasileira de Espeleologia. Em 1966, foi eleito diretor secretário geral da Fundação Brasileira para a Conservação da Natureza. Organizou a Comissão de Escotismo Conservacionista, e ingressou novamente na União dos Escoteiros do Brasil, onde, ele, Sérgio Barbosa Gonçalves, Lúcio da Silva Cavadas e José Velho Pereira, tornaram-se os primeiros instrutores de Conservação da Natureza da União dos Escoteiros do Brasil, na então Região Escoteira do Estado da Guanabara. Ali, durante um ano, foi lecionado por eles o pioneiro Curso de Formação de Instrutores de Conservação da Natureza.
Depois, o professor Bandeira tornou-se o primeiro comissário nacional de conservação da natureza da União dos Escoteiros do Brasil, e junto com os escoteiros, realizou o reflorestamento do Morro de Dona Marta, onde está situado o mirante.
Em 1967, ele organizou na FBCN, a Comissão de Proteção aos Monumentos Nacionais e Históricos do Parque Nacional da Tijuca, e simultaneamente, começou a executar, daquela mesma fundação, o Projeto de Pesquisas n°3, Pesquisas e Escavações Arqueológicas nos Sítios Históricos do Parque Nacional da Tijuca, com a inclusão também do levantamento espeleológico e geográfico. 
Nas pesquisas e escavações históricas, foi encontrada uma imensa quantidade de peças históricas do século XIX, que foram destinadas ao Museu Histórico do Primeiro Ciclo do Plantio do Café, instalado no interior da Floresta da Tijuca, no prédio do Barracão. 
Desde 1970, como conservacionista, foi o pioneiro na realização das jornadas ecológicas, trilhas ecológicas, e incentivou o reflorestamento e a limpeza da Floresta,em atividades como S.O.S. Parque Nacional da Tijuca.
Foi co-autor, em 1965, do livro Floresta da Tijuca, editado pelo Centro de Conservação da Natureza, onde, por três anos, trabalhou como chefe da seção de Arqueologia e Espeleologia da Reserva Biológica de Jacarepaguá, fazendo um detalhado levantamento dos sítios arqueológicos ainda existentes na época. Organizou a Reserva Biológica de Guaratiba, e participou do Grupo de Trabalho Governamental, que atuou no zoneamento das áreas verdes do município de Rio de Janeiro.
Além de arqueólogo e espeleólogo, o professor Bandeira também foi jornalista, editor científico do jornal Eco-verde, professor de turismo ecológico das Faculdades Integradas Simonsen, técnico em recursos naturais, técnico de contabilidade e desenhista de arquitetura. 
Recebeu medalhas do antigo Serviço Florestal Federal, da Campanha de Educação Florestal, da Prefeitura do Distrito Federal, do Gabinete Fotocartográfico do Exército, e de cavaleiro militar da Ordem Militar de São Jorge. Recebeu placa de gratidão por serviços prestados ao Arquivo do Exército, com citação em Ordem do Dia; diploma de Zelador Grau Ouro da Ordem de Comando de Apoio da Terceira Zona Aérea - Depósito da Aeronáutica, diploma da Escola Superior de Guerra em Curso de Extensão; diploma com Distinção e Grau Acadêmico da Academia Brasileira de Belas Artes, diploma de Membro Honorário da Ancient Astronaut Society (USA), diploma de World Scout Bureau (Genebra, Suiça), diploma da Federação Internacional de Escritores e Jornalistas de Turismo (Paris, França). Foi presidente do Conselho Deliberativo, da ECOTIJUCA – Associação Ecológica e Protetora do Parque Nacional da Tijuca, e conselheiro da Sociedade Brasileira de Geografia. Fundou em 1984 junto com outros amigos a AEHG-RJ, Associação de Estudos Históricos e Geográficos do Rio de Janeiro. Esta tinha por objetivo levar o conhecimento que tinham sobre a geografia e história do Rio de Janeiro, a pessoas interessadas em conhecer mais profundamente o assunto.
Publicou importantes trabalhos; foi co-autor em 1984 com o arqueólogo Luis ALexandre Franco Gonçales, do trabalho - Conservação e Proteção em Parques Nacionais; Pesquisas Históricas no Parque Nacional da Tijuca; A classificação da louça antiga no Brasil; Espeleologia do Município do Rio de Janeiro; A estratégia da construção da natureza; As fronteiras da Amazônia e a sua defesa; Ecologia da Amazônia; Arqueologia de Roraima, e outros. Foi professor do curso de Altos Estudos da Amazônia, no Instituto Rondon e no Clube de Engenharia. Publicou como co-autor na Alemanha, em Tubungen, pela Hohemrain Verlag, o livro  Aus den tiefen  especializado em Paleografia.
Em reconhecimento por seus trabalhos no Parque Nacional da Tijuca, foi homenageado em 1992, pela Turma Major Manoel Gomes Archer, dos formandos em Biologia, da Universidade Gama Filho. Nessa mesma época, foi convidado para presidir o Conselho Deliberativo da Associação Ecológica e Protetora do Parque Nacional da Tijuca – ECOTIJUCA, por seu presidente, o jornalista Francisco Rodrigues Eiras Aguiar. Em 1993, publicou seu último trabalho, Parque Nacional da Tijuca, o livro definitivo sobre os diversos aspectos do PNT.
Homenagem post mortem
- Criado em 1994 um Terminal Rodoviário na Usina[8]
- Rua no bairro da Barra da Tijuca
- Nome dado a complexo de cavernas no Parque Estadual da Pedra Branca em Jacarepaguá.

## Algumas pesquisas fora do Parque Nacional da Tijuca
1963: As Furnas do Mão de Luva, em Cantagalo
Além da arqueologia, o professor Bandeira também era adepto da espeleologia, este caso foi selecionado por se tratar de uma gruta histórica.
A história do município de Cantagalo nasce no antigo vilarejo de Santa Rita, depois elevada à Comarca do Santíssimo Sacramento de Cantagalo, e se desenvolve paralelamente em torno de uma gruta: “As Furnas do Mão de Luva”.
O responsável por sua fundação foi um faiscador e contrabandista de ouro chamado Manuel Henriques, de nacionalidade portuguesa, tido como nobre, degredado para o Brasil pelo marquês de Pombal.
Este lendário personagem chegou aqui no final do século XVIII e estabeleceu um arraial clandestino na região, de onde saiu em busca de ouro, burlando o fisco do vice-rei, organizando um bando de foras da lei.
Segundo a tradição oral, o “Mão de Luva”, possuía como esconderijo, uma gruta onde escondia seu ouro. Essa gruta foi localizada em 1963 por Bandeira, na região calcárea do atual município de Bom Jardim, na confluência com os rios Grande e São José. Sua identificação foi possível pelas iniciais do contrabandista deixadas na rochas, junto com sua marca das pistolas cruzadas e outros nomes dos que o acompanhavam. 
Para sua prisão,  foi mobilizado  até o alferes Joaquim José da Silva Xavier, o Tiradentes, mas somente em 1786 a expedição comandada pelo tenente-coronel Manuel Soares Coimbra, conseguiu prendê-lo e levá-lo à Corte. A prisão aconteceu quando ao ouvir o cantar de um galo, seus perseguidores localizaram o arraial escondido do contrabandista, motivo do batismo da cidade, depois município de Cantagalo. Antes a região era campo de caça dos índios Puris, que depois foram expulsos pelos colonos brancos.
1965: Os Fortins de Irajá 
No dia 18 de julho de 1965, a Divisão de Pesquisas Científicas do Clube Excursionista Light, então sob a direção do professor Bandeira, descobriu um fortim colonial nas encostas montanhosas de Irajá, bairro da zona norte do Rio de Janeiro. Em um morro localizado entre a Rua Monsenhor Felix, Estrada Coronel Vieira e a Avenida Automóvel Clube, foram encontradas as muretas de proteção de uma fortificação, sua cisterna, e, um canhão de 2,82 m de comprimento e 45 cm de diâmetro. A pouco mais de 60 centímetros do solo, em morrote de 20 metros de altura, existia uma linha de muretas. Logo foi encontrada uma larga cisterna e  os parapeitos de uma bateria onde estava um canhão em cujo corpo  estavam gravadas em relevo as armas portuguesas, a data 1690, o nome “Leo”, e na culatra o número de série XXIII.
O fortim, por sua posição privilegiada, colocado estrategicamente a cavaleiro de toda a área de Irajá, poderia dificultar qualquer tentativa de invasão. Ele protegia também o final do antigo porto fluvial de carga que ali existia, e que hoje está aterrado e  coberto pela Rua Monsenhor Felix r pela Estrada Coronel Vieira.
Essa fortificação fazia parte do sistema de proteção da estrada que dava acesso a Minas Gerais. Sua triangulação era feita com os demais morros existentes em Irajá. Os pesquisadores verificaram a existência de outros três fortins. Um na encosta leste do Morro do Juramento, outro na encosta do morro existente junto à Estação Elevatória de Águas do antigo Estado da Guanabara, onde na época, existiam ainda outros canhões, e um terceiro em um pequeno morrote a oeste. Escavações feitas no local revelaram também  a presença de fragmentos de louças, telhas canais e objetos de ferro e de bronze
1966: Identificação da cratera do Vulcão do Mendanha
O vulcão do Mendanha foi identificado em 1935 pelo geólogo Alberto Ribeiro Lamego, que encontrou a chaminé que hoje leva seu nome. O vulcão ficou quase esquecido até 1966, quando o professor Bandeira lhe identificou a cratera na cabeceira do Rio Guandu-Sapê.
1975: Localização da antiga linha de carris da Serra da Carioca
Em julho de 1975, Carlos Manes Bandeira liderou uma equipe que coletou alguns cravos e um trilho, pertencentes ao leito da antiga Companhia Ferro Carril Carioca, e assim comprovou a localização da linha de carris que trafegavam por aquela serra.
1975: Tentativa de localização de uma composição abandonada
Nesse mesmo mês, retornou a Equipe de Arqueologia à Serra da Carioca, agora na área do Morro da Moganga (Pedra da Feiticeira), em busca de um presumível reboque ou carro motor, pertencente á antiga linha de Carris, que segundo um dos engenheiros que obraram na abertura da Estrada do Sumaré, em 1950, existiria tombado a meia encosta, abaixo do leito da Estrada, próximo ao Largo do Moganga, mas, percorrida toda a área, não foi encontrado nenhum vestígio da citada composição.
1985: Convento  de Santo Antônio
Nas obras de recuperação do Convento de Santo Antônio, no Largo da Carioca, patrocinadas pelo City Bank e supervisionadas pela Fundação Roberto Marinho, as escavações realizadas por Carlos Manes Bandeira. Revelaram um importante acervo de mais de 4 mil peças, entre fragmentos de louça, talheres, potes de pasta de dentes,baionetas e balas de canhão, que foram por ele cuidadosamente catalogadas. Entre as peças encontradas por ele, estavam raridades como pires e pratos de faiança portuguesa (cerâmica esmaltada pintada à mão), as primeiras que a partir do século XVII, que chegaram ao Brasil. Outros achados curiosos: escovas de dentes com cabo de marfim,potes para creme dental, e louças estrangeiras, inclusive pratos fabricados para o exército colonial inglês na Índia. Foram descobertos também azulejos coloridos e ossos humanos, provavelmente de escravos.
Trabalhos Publicados
- Conservação e Proteção em Parques Nacionais – Apresentado na 2º Conferência Brasileira de Proteção a Natureza - PRONATURA - 16/07/1984[7]
- A classificação da louça antiga no Brasil
- Espeleologia do Município do Rio de Janeiro
- A estratégia da construção da natureza
- As fronteiras da Amazônia e a sua defesa
- Ecologia da Amazônia
- Arqueologia de Roraima

Livros
- co-autor na Alemanha, em Tubungen, pela Hohemrain Verlag, o livro Aus den tiefen especializado em Paleografia
- 1993 - Parque Nacional da Tijuca